# Turraea obtusifolia
Turraea obtusifolia är en tvåhjärtbladig växtart som beskrevs av Ferdinand von Hochstetter. Turraea obtusifolia ingår i släktet Turraea och familjen Meliaceae. Inga underarter finns listade i Catalogue of Life.